# 杜抗战
杜抗戰，男、中國人民解放軍高級將領、中國共產黨黨員、中共政治人物、軍事人物
曾任四川省軍區政治委員、新疆军区政治工作部副主任等，少將军階
1. ↑  廖可铎、何卫东、徐忠波、李桥铭、王建武、王春宁晋升中将
2. ↑  .   [2022-04-22]. （原始内容存档于2022-04-22）.